# Masahiro Kaneko
Masahiro Kaneko (japanisch 金子 昌広, Kaneko Masahiro; * 2. Februar 1991 in Tokorozawa, Präfektur Saitama) ist ein japanischer Fußballspieler.

## Karriere
Masahiro Kaneko erlernte das Fußballspielen in der Universitätsmannschaft der Kokushikan-Universität. Seinen ersten Vertrag unterschrieb er 2013 bei Ventforet Kofu. Der Verein aus Kōfu, einer Großstadt in der Präfektur Yamanashi auf Honshū, der Hauptinsel von Japans, spielte in der höchsten Liga des Landes, der J1 League. Von Juli 2014 bis Dezember 2014 wurde er an den Drittligisten Zweigen Kanazawa aus Kanazawa ausgeliehen. Ende 2014 wurde er mit dem Verein Meister der J3 League und stieg in die zweite Liga auf. Nach Ausleihende wurde er von Zweigen Kanazawa fest verpflichtet. Nach über 100 Zweitligaspielen wechselte er im Januar 2022 nach Nara zum Viertligisten Nara Club. Am Ende der Saison 2022 feierte er mit dem Verein die Meisterschaft und den Aufstieg in die dritte Liga.

## Erfolge
Zweigen Kanazawa
- Japanischer Drittligameister: 2014  ▲

Nara Club
- Japanischer Viertligameister: 2022  ▲